# Дедели
 Тази статия е за селото в Северна Македония.  За обезлюденото село в Гърция вижте Дедели (Драмско).  
Деделѝ или Деделия (на македонска литературна норма: Дедели) е село в община Валандово, Северна Македония.

## География
Дедели е разположено в подножието на Беласица.

## История
В края на XIX век Дедели е изцяло турско село в Дойранска каза на Османската империя. В „Етнография на вилаетите Адрианопол, Монастир и Салоника“, издадена в Константинопол в 1878 година и отразяваща статистиката на населението от 1873 година, Дедели (Dedeli) е посочено като селище със 105 домакинства, като жителите му са 230 мюсюлмани. Според статистиката на Васил Кънчов („Македония. Етнография и статистика“) от 1900 година, селото има 600 жители, всички турци.
След Междусъюзническата война в 1913 година селото попада в Сърбия. Според Димитър Гаджанов в 1916 година в Дедели живеят 313 турци.
Преброявания
В Дедели има 37 домакинства в 2002 година, като жителите му са всички турци, според преброяванията:
- 1994 – 251
- 2002 – 220